# دين مارني
دين مارني (بالإنجليزية: Dean Marney)‏ (مواليد 31 يناير 1984 في باركينغ - إنجلترا) لاعب كرة قدم إنجليزي يلعب حاليا لصالح نادي الدرجة الممتازة هال سيتي الإنجليزي منذ 2006 في مركز الوسط المحوري .

## روابط خارجية
- دين مارني على موقع قاعدة بيانات كرة القدم.إي يو (الإنجليزية)
- دين مارني على موقع Soccerbase.com (لاعب) (الإنجليزية)
- دين مارني على موقع Soccerway.com (الإنجليزية)
- دين مارني على موقع عالم كرة القدم.نت (الإنجليزية)
- دين مارني على موقع AS.com (الإسبانية)